# Čakov (České Budějovice-i járás)
Čakov település Csehországban, a České Budějovice-i járásban. Čakov Kvítkovice, Záboří, Žabovřesky, Dubné és Jankov településekkel határos. Lakosainak száma 302 fő (2024. január 1.).

## Népesség
A település lakosságának változását az alábbi diagram mutatja:
| Lakosok száma | 469  | 421  | 431  | 292  | 228  | 201  | 278  | 292  | 293  | 302  |
|               | 1869 | 1890 | 1921 | 1950 | 1980 | 2001 | 2017 | 2019 | 2022 | 2024 |